# Iúna (capoeira)
Iúna é um jogo da capoeira que, acompanhado do toque do berimbau, serve para demarcar os níveis hierárquicos dos mestres e dos formandos (discípulos).
Esse jogo é permitido somente a praticantes que estejam no mínimo graduados a partir do nível de docente em capoeira (Formado), e é tradicionalmente feito sem palmas, sem canto e nem qualquer outro instrumento além do berimbau, para realçar a solenidade da ocasião . Entretanto, em alguns lugares, especialmente na capoeira de Angola, outros instrumentos podem acompanhar o jogo.
O toque de iúna (assim como os outros toques) não possui um criador identificado (assim como não existe 'um criador' da capoeira), mas alguns capoeiristas atribuem sua criação ao Mestre Bimba, como forma de os alunos formados demonstrarem suas habilidades — como saltos, piruetas, firulas, paradas-de-mão, entre outros.
Durante esse jogo, a objetividade dos golpes dá lugar à destreza e à elasticidade dos movimentos, que se tornam mais alongados e coreografados.
Mestre Bimba costumava desenvolver neste ritmo a chamada "cintura-desprezada" ou "balões cinturados", que consistia numa seqüência de balões (movimentos em que um jogador é lançado para o alto e precisa cair em pé), geralmente exigidos do aluno graduado.